# スペイン王妃マリアナ・デ・ネオブルゴ騎馬像
『スペイン王妃マリアナ・デ・ネオブルゴ騎馬像』（スペインおうひマリアナ・デ・ネオブルゴきばぞう、西: La reina Mariana de Neoburgo a caballo、英: Queen Maria Anna of Neuburg on Horseback）は、イタリア・バロック期のナポリ派の巨匠ルカ・ジョルダーノが1693-1694年にキャンバス上に油彩で制作した絵画である。現在、マドリードのプラド美術館に所蔵されている。この絵画は、対をなす『スペイン王カルロス2世騎馬像』 (プラド美術館) とともに王妃マリアナ・デ・ネオブルゴがカルロス2世との結婚のために1690年5月にマドリードに入ったことを記念するために描かれた。

## 作品
カルロス2世は、最初の王妃マリー・ルイーズ・ドルレアンの突然の死去からわずか6か月後にマリアナ・デ・ネオブルゴを2番目の妃として迎えた。当時の記録によれば、新しい王妃は豪華な馬衣を着けた白馬に跨り、ブエン・レティーロ宮殿から旧マドリード王宮まで行進した。なお、本作の背景はナポリの港 (当時はスペイン領) となっている。
カルロス2世とマリー・ルイーズ・ドルレアンとの間には跡継ぎとなる王子が生まれなかったので、マリアナとの間に跡継ぎが生まれることは大変重要なことであった。彼女の母は17人もの子を産んでいたため、彼女が子を産むことは保証されたかのように思われた。その希望と期待は、この騎馬肖像画に付随する寓意的要素に明らかである。天使が持つ花と小麦の穂、果物の入ったコルヌコピアは豊饒と繁栄を象徴する。一方、海産物を持つナーイアスは河神とともに王妃の多産に言及する。しかし、結局、王夫妻には子供が生まれず、スペイン・ハプスブルク王朝は終焉を迎えることとなった。
『カルロス2世騎馬像』が大型作品の下絵であると考えられるのに対し、本作にはより大きな作品の存在は記録に確認できないことから、下絵というより完成作としてその価値を評価すべきであろう。なお、『カルロス2世騎馬像』がベラスケスの『フェリペ4世騎馬像』 (プラド美術館) を参照しているのと同様に、本作の構図もディエゴ・ベラスケスの『イサベル・デ・ボルボン騎馬像』 (プラド美術館) を参照している。

## ギャラリー

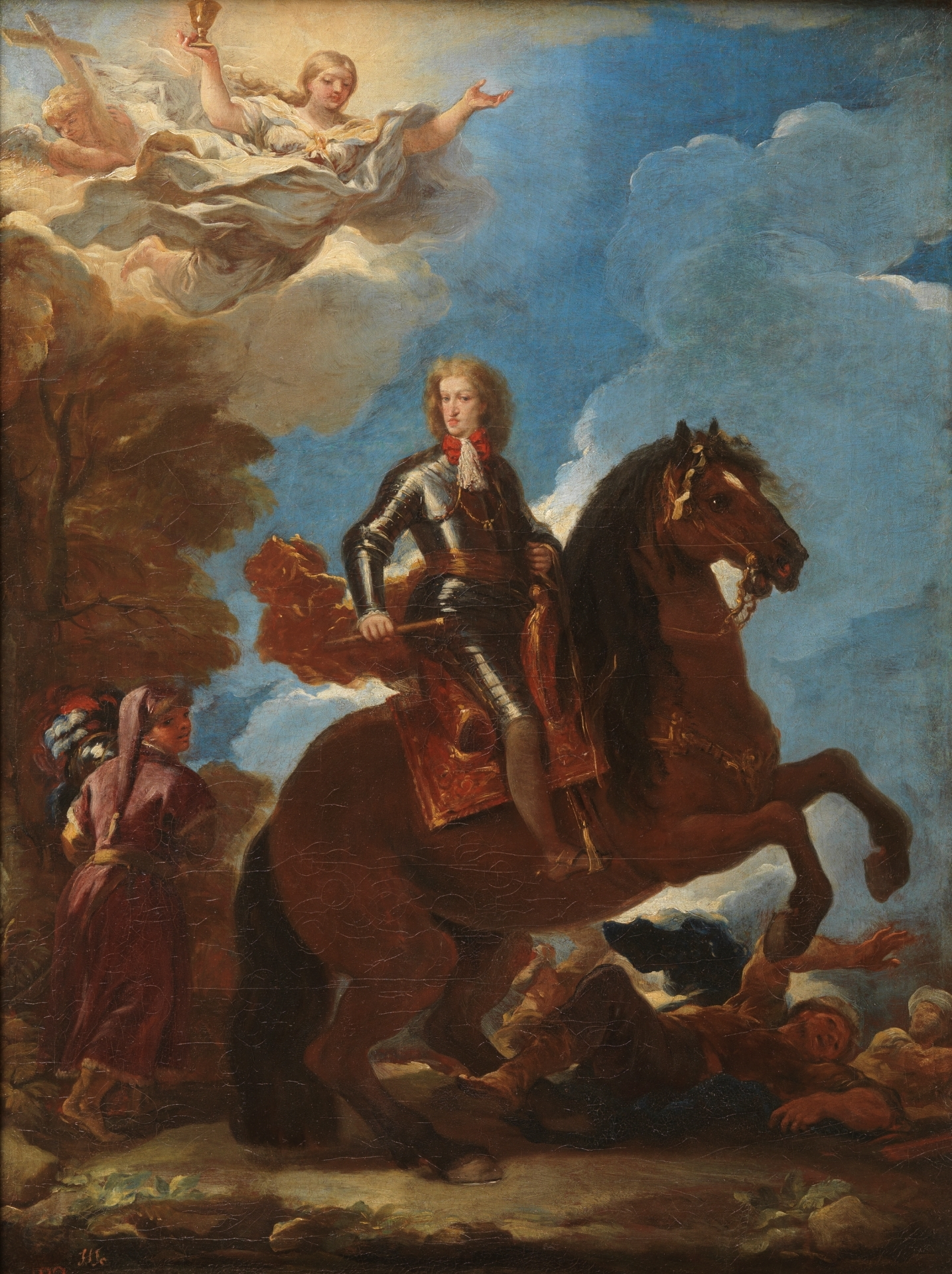
ジョルダーノ『スペイン王カルロス2世騎馬像』(1693年ごろ)、プラド美術館、マドリード
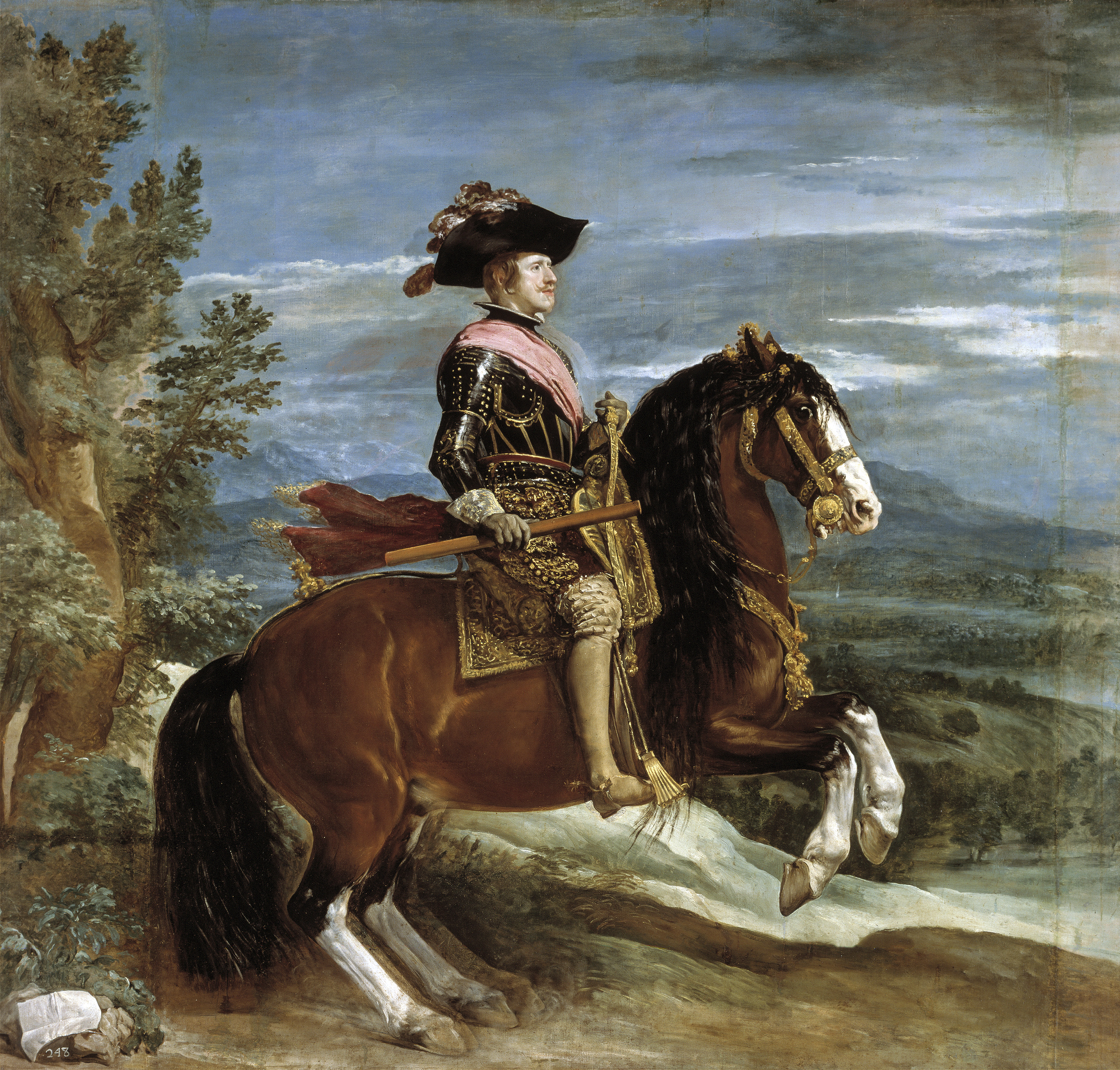
ディエゴ・ベラスケス『フェリペ4世騎馬像』 (1635-1636年ごろ)、プラド美術館、マドリード
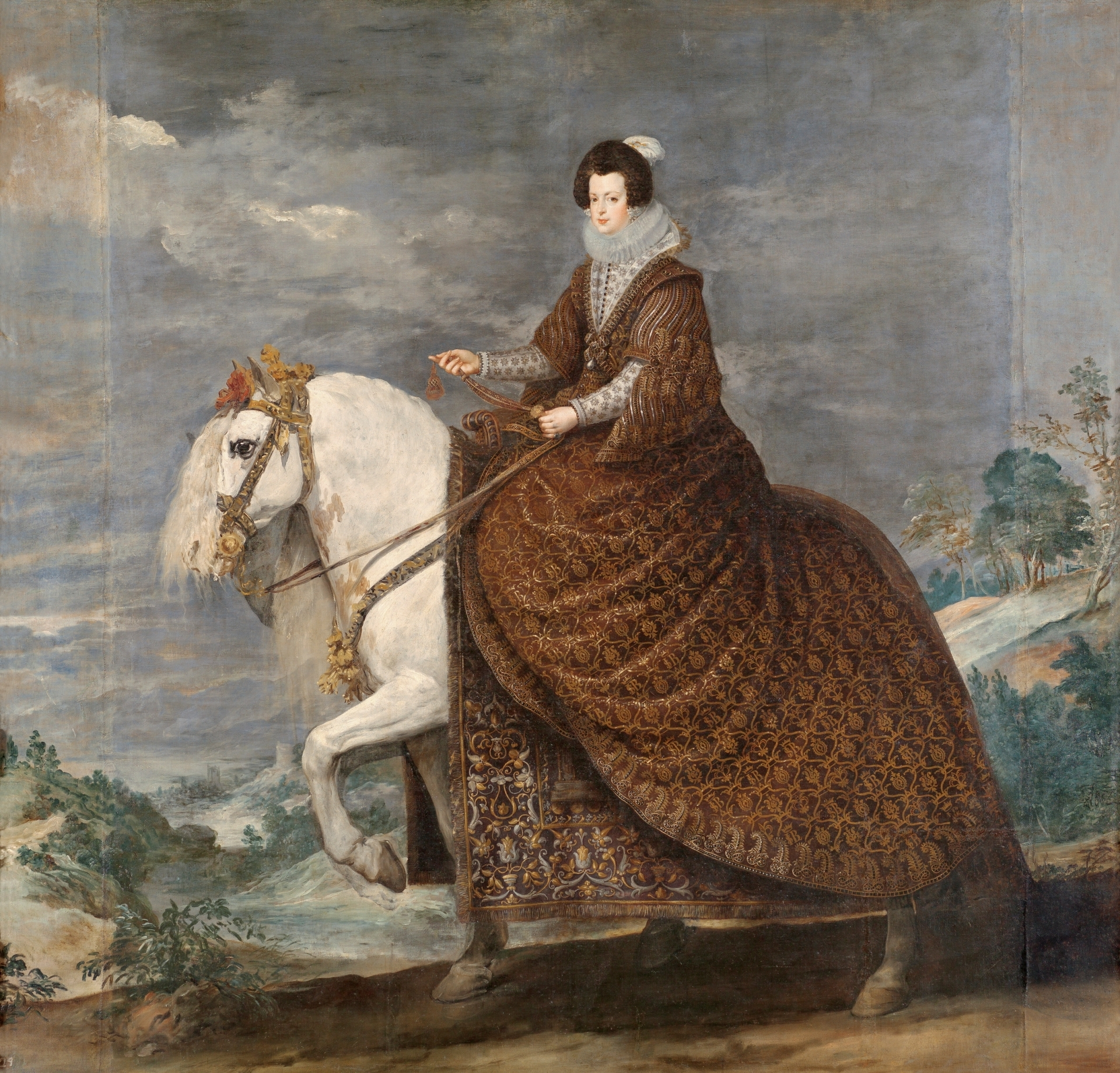
ディエゴ・ベラスケス『イサベル・デ・ボルボン騎馬像（英語版）』 (1635年ごろ)、プラド美術館、マドリード